# Tammesproblem

Lösung mit N = 12 Kreisen auf der Kugeloberfläche

Das Tammesproblem bezeichnet in der Mathematik die Anordnung von nicht-überlappenden Kreisen auf der Einheitskugel. Es ist nach dem Botaniker P. M. L. Tammes benannt, der in seiner Dissertation 1930 die Verteilung von runden Poren auf Pollenkörnern untersuchte.
Beim Tammesproblem soll der Minimalabstand zwischen den Kreisen auf der Kugel maximal werden. Bei diesem Packungsproblem handelt es sich also um ein Optimierungsproblem in der diskreten Geometrie. Für eine kleine Anzahl von Kreisen (N ≤ 14) ist das Problem gelöst. Auch für einige hochsymmetrische Fälle ist das Problem gelöst (N = 12, 24, 48, 60, 120). Wichtige Arbeiten auf diesem Gebiet stammen von László Fejes Tóth.

## Anwendungen
Eine einfache Erklärung für die Anordnung von Liganden in der Komplexchemie ist das VSEPR-Modell. Man betrachtet die Liganden als harte Kugeln, die um das Zentralatom angeordnet sind und sich gegenseitig abstoßen. Durch diese Abstoßung wird der Abstand zwischen den Kugeln maximiert. Das Ergebnis des VSEPR-Modells stimmt deshalb mit der Lösung des Tammesproblems überein.
Eine ähnliche Fragestellung tritt bei der Bildung von Mizellen aus langkettigen Molekülen auf. Auch hier lässt sich die Geometrie aus dem Tammesproblem ableiten.
In fünffach koordinierten Metallkomplexen (PF5, Fe(CO)5 usw.) beschreibt die Berry-Pseudorotation den dynamischen Austausch von axialen und äquatorialen Liganden. Auch dieser Prozess ist mit dem Tammesproblem verwandt.

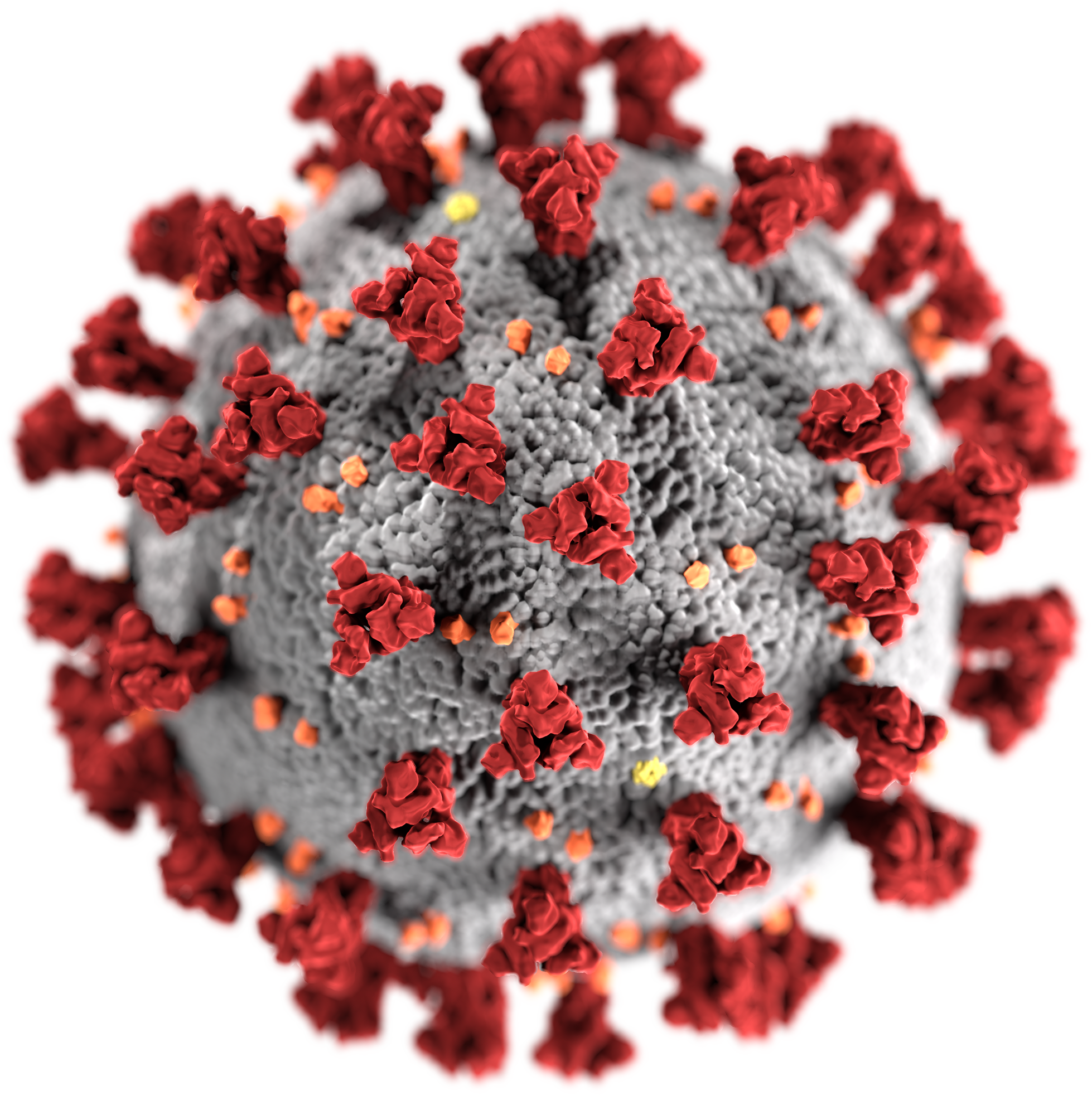
Kugelförmiges Virus SARS-CoV-2

In der Biologie hilft das Tammesproblem bei der Beschreibung der Selbstassemblierung in kugelförmigen Viren (Tabakmosaikvirus, SARS-CoV-2 usw.).